# متعدد أكناف
|                                           |  |  |  |  |  |
| متعدد الوجوه هو متعدد أكناف ثلاثي الأبعاد |  |  |  |  |  |

المضلع هو متعدد أكناف ثنائي الأبعاد. يمكن تمييز المضلعات وفقًا لمعايير مختلفة. بعض الأمثلة هي: مفتوح (باستثناء حدوده)، دارة حدودية فقط (بتجاهل داخله)، مغلق (بما في ذلك حدوده وداخله)، ومتقاطع ذاتيًا بكثافات متفاوتة لمناطق مختلفة.

في الهندسة الرياضية، متعدد الأكناف (بالإنجليزية: Polytope) هو مصطلح يعبر عن شكل هندسي له جوانب مستوية (أكناف)، ويتواجد في فراغ له أي عدد من الأبعاد. على سبيل المثال، المضلع هو متعدد أكناف في الفضاء ثنائي الأبعاد، متعدد الوجوه في الفضاء ثلاثي الأبعاد، وهكذا في الأبعاد الأعلى (مثل متعدد الخلايا في الفضاء رباعي الأبعاد). بعض النظريات الهندسية تقوم بالمزيد من التعميم للفكرة لتشمل أشكال هندسية أخرى مثل متعددات الأكناف غير المقيدة (متعدد أكناف لامنتهي الأبعاد [الإنجليزية] والمرصوفات)، ومتعددات الأكناف المُجرَّدة [الإنجليزية].
صاغ عالم الرياضيات راينهولد هوبه [الإنجليزية] مصطلح «polytope» للمرة الأولى مرة وكُتب باللغة الألمانية، ثم ظهر الشكل الإنجليزي في وقت لاحق لعلماء الرياضيات باللغة الإنجليزية وسجله أليسيا بول ستوت، ابنة عالم المنطق جورج بول.

## التسمية
يُسمَّى متعدد الأكناف أيضًا متعدد وجوه نوني الأبعاد أو مجسم نوني الأبعاد أو متعدد سطوح نوني أو كثير الجوانب أو متعدد الأبعاد.

## تطبيقات متعددات الأكناف
على الرغم من عدم وجود دراسة لهذا الكائن في الهندسة الإقليدية إلا أنه وجد الكثير من استخدامات متعددات الأكناف في العلوم الحديثة مثل الرسوميات الحاسوبية، والاستمثال، ومحركات البحث والعديد غيرها.

## الوصلات الخارجية
- Weisstein, Eric W. "متعدد أكناف". MathWorld.